# Csanády János
Csanády János (Lajoskomárom, 1932. május 26. – Budapest, 2021. november 17.) kétszeres József Attila-díjas (1965, 1980) magyar költő, író.

## Élete
Lajoskomáromban született 1932. május 26-án Csanády János és Wieland Teréz gyermekeként.
1953–1958 között a Színház- és Filmművészeti Főiskola dramaturgia szakán tanult.
1948–1952 között Budapesten és Salgótarjánban autószerelőként dolgozott. 1959-ig az Élet és Irodalom szerkesztője volt. 1973–1975 között a Népszava Szép Szó című irodalmi mellékletének szerkesztője volt. 1975-től 10 évig az Arany János Színház dramaturgja volt.

## Művei
- Fölzúdul a táj (vers, 1958)
- Tűz-tánc (szerkesztette, 1958)
- Áttört egek (vers, 1960)
- Hegyélen (vers, 1962)
- Új törvény (vers, 1964)
- Európai ősz (vers, 1966)
- Atomkori próbatétel (válogatott és új versek, 1969)
- Forráspont (vers, 1971)
- Sziklakút (vers, 1975)
- Néma kórus (vers, 1979)
- Hátamon a történelem (verses elbeszélés, 1983)
- A megígért föld (vers, 1986)
- Vertarany mezőn (válogatott versek, 1987)
- A lemerített háló avagy Egy régi nap krónikája (vers, 1988)
- Budavár vívása 35 versben (versek, 1990)
- Cserepeim a múltnak kútjából (lírai rajzok, 1991)
- Meotisz (új versek 1986-1991) (1992)
- Kicsi vagy, világ! Új versek; Széphalom Könyvműhely, Bp., 2006